# Petalídi
Petalídi, en grec moderne : Πεταλίδι, est un village et ancien dème du district régional de Messénie, en Grèce. Depuis 2010, il est fusionné au sein du dème de Messini.
Selon le recensement de 2011, la population du dème compte 3 217 habitants tandis que celle du village s'élève à 1 065 habitants.